# Пастор Мича Ондо Биле
Пастор Миха Ондо Байле (фр. Pastor Micha Ondó Bile; 1952, Нсиник-Савонге, Испанская Гвинея) — политический и государственный деятель Экваториальной Гвинеи, дипломат, министр иностранных дел и международного сотрудничества и связей с франкоговорящими странами Экваториальной Гвинеи (2003—2012), министр торговли (2018–2023).

## Биография
По этнической принадлежности — фанг.
Получил образование в области нефтяного машиностроения в СССР на Украине в 1982 году. Работал в горнодобывающей промышленности Экваториальной Гвинеи, где в 1983—1984 годах был генеральным директором, затем в 1994—1995 годах — генеральным секретарём.
Член Демократической партии Экваториальной Гвинеи.
В 1995 году был назначен чрезвычайным послом Экваториальной Гвинеи в США и постоянным представителем при Организации Объединенных Наций. Год спустя аккредитован на Кубе, в Аргентине, Бразилии, Чили, Мексике и Венесуэле. В мае 2000 года назначен чрезвычайным послом в Испании, в следующем году — в Италии
В 2003–2012 годах занимал пост министра иностранных дел и международного сотрудничества Экваториальной Гвинеи. В феврале 2018– феврале 2023 года работал министром торговли.
Является двоюродным братом президента Теодоро Обианга Нгема Мбасого.
Владеет английским, испанским, французским, русским языками.